# هریبرت ماچری
هریبرت ماچری (انگلیسی: Heribert Macherey؛ زادهٔ ۳ نوامبر ۱۹۵۴) بازیکن فوتبال اهل آلمان است.
از باشگاه‌هایی که در آن بازی کرده‌است می‌توان به باشگاه فوتبال دویسبورگ اشاره کرد.